# GP Denain 2021
De 62e editie van de wielerwedstrijd GP Denain werd gehouden op 21 september 2021. De start en finish vonden plaats in Denain in het Franse Noorderdepartement. De winnaar was de Belg Jasper Philipsen, gevolgd door Jordi Meeus en Ben Swift. De wedstrijd was onderdeel van de UCI ProSeries.

## Uitslag
| GP Denain 2021 |                     |                          |          |
| Plaats         | Naam                | Ploeg                    | tijd     |
| Winnaar        | Jasper Philipsen    | Alpecin-Fenix            | 4u40'44" |
| 2              | Jordi Meeus         | BORA-hansgrohe           | z.t.     |
| 3              | Ben Swift           | INEOS Grenadiers         | z.t.     |
| 4              | Hugo Hofstetter     | Israel Start-Up Nation   | z.t.     |
| 5              | Tom Van Asbroeck    | Israel Start-Up Nation   | z.t.     |
| 6              | Arnaud Démare       | Groupama-FDJ             | z.t.     |
| 7              | Kenneth Van Rooy    | Sport Vlaanderen-Baloise | z.t.     |
| 8              | Baptiste Planckaert | Intermarché-Wanty-Gobert | z.t.     |
| 9              | Piet Allegaert      | Cofidis                  | z.t.     |
| 10             | Jens Debusschere    | B&B Hotels p/b KTM       | z.t.     |

1959 · 1960 · 1961 · 1962 · 1963 · 1964 · 1965 · 1966 · 1967 · 1968 · 1969 · 1970 · 1971 · 1972 · 1973 · 1974 · 1975 · 1976 · 1977 · 1978 · 1979 · 1980 · 1981 · 1982 · 1983 · 1984 · 1985 · 1986 · 1987 · 1988 · 1989 · 1990 · 1991 · 1992 · 1993 · 1994 · 1995 · 1996 · 1997 · 1998 · 1999 · 2000 · 2001 · 2002 · 2003 · 2004 · 2005 · 2006 · 2007 · 2008 · 2009 · 2010 · 2011 · 2012 · 2013 · 2014 · 2015 · 2016 · 2017 · 2018 · 2019 · 2020 · 2021 · 2022 · 2023 · 2024 · 2025